# Ronda 1 de GP2 Series de 2009
A ronda no Circuit de Catalunya foi a primeira do campeonato GP2 Series em 2009. 

## Classificações

### Corrida 1

#### Qualificação
| Pos | Piloto              | Equipe                        | Volta    | Diferença |
| --- | ------------------- | ----------------------------- | -------- | --------- |
| 1   | Romain Grosjean     | Barwa Addax Team              | 1:27.509 | —         |
| 2   | Lucas di Grassi     | Fat Burner Racing Engineering | 1:27.531 | +0.022    |
| 3   | Vitaly Petrov       | Barwa Addax Team              | 1:28.026 | +0.518    |
| 4   | Nico Hülkenberg     | ART Grand Prix                | 1:28.088 | +0.579    |
| 5   | Andreas Zuber       | FMS International             | 1:28.090 | +0.581    |
| 6   | Luca Filippi        | Super Nova Racing             | 1:28.195 | +0.686    |
| 7   | Jérôme d'Ambrosio   | DAMS                          | 1:28.209 | +0.700    |
| 8   | Diego Nunes         | iSport International          | 1:28.253 | +0.744    |
| 9   | Roldán Rodríguez    | Piquet GP                     | 1:28.266 | +0.757    |
| 10  | Pastor Maldonado    | ART Grand Prix                | 1:28.283 | +0.774    |
| 11  | Sergio Pérez        | Telmex Arden International    | 1:28.374 | +0.865    |
| 12  | Javier Villa        | Super Nova Racing             | 1:28.381 | +0.872    |
| 13  | Edoardo Mortara     | Telmex Arden International    | 1:28.451 | +0.942    |
| 14  | Karun Chandhok      | Ocean Racing Technology       | 1:28.488 | +0.979    |
| 15  | Álvaro Parente      | Ocean Racing Technology       | 1:28.608 | +1.099    |
| 16  | Alberto Valerio     | Piquet GP                     | 1:28.688 | +1.179    |
| 17  | Dani Clos           | Fat Burner Racing Engineering | 1:28.691 | +1.182    |
| 18  | Giedo van der Garde | iSport International          | 1:28.796 | +1.287    |
| 19  | Davide Rigon        | Trident Racing                | 1:28.871 | +1.362    |
| 20  | Davide Valsecchi    | Durango                       | 1:29.164 | +1.655    |
| 21  | Luiz Razia          | FMS International             | 1:29.185 | +1.676    |
| 22  | Kamui Kobayashi     | DAMS                          | 1:29.350 | +1.841    |
| 23  | Giacomo Ricci       | David Price Racing            | 1:29.523 | +2.014    |
| 24  | Nelson Panciatici   | Durango                       | 1:29.560 | +2.051    |
| 25  | Ricardo Teixeira    | Trident Racing                | 1:31.115 | +3.606    |
| 26  | Michael Herck       | David Price Racing            | 1:31.875 | +4.366    |

#### Resultado
| Pos      | Piloto              | Equipa                        | Voltas | Tempo/Aband. | Grelha | Pontos |
| -------- | ------------------- | ----------------------------- | ------ | ------------ | ------ | ------ |
| 1        | Romain Grosjean     | Barwa Addax Team              | 39     | 1:02:22.709  | 1      | 13*    |
| 2        | Vitaly Petrov       | Barwa Addax Team              | 39     | +2.456       | 3      | 8      |
| 3        | Jérôme d'Ambrosio   | DAMS                          | 39     | +6.343       | 7      | 6      |
| 4        | Luca Filippi        | Super Nova Racing             | 39     | +8.346       | 6      | 5      |
| 5        | Pastor Maldonado    | ART Grand Prix                | 39     | +8.751       | 10     | 4      |
| 6        | Edoardo Mortara     | Telmex Arden International    | 39     | +12.529      | 13     | 3      |
| 7        | Giedo van der Garde | iSport International          | 39     | +12.748      | 18     | 2      |
| 8        | Kamui Kobayashi     | DAMS                          | 39     | +14.063      | 22     | 1      |
| 9        | Nico Hülkenberg     | ART Grand Prix                | 39     | +14.260      | 4      |        |
| 10       | Javier Villa        | Super Nova Racing             | 39     | +15.200      | 12     |        |
| 11       | Diego Nunes         | iSport International          | 39     | +16.669      | 8      |        |
| 12       | Nelson Panciatici   | Durango                       | 39     | +17.756      | 24     |        |
| 13       | Michael Herck       | David Price Racing            | 39     | +18.445      | 26     |        |
| 14       | Sergio Pérez        | Telmex Arden International    | 39     | +18.595      | 11     |        |
| 15       | Alberto Valerio     | Piquet GP                     | 39     | +31.629      | 16     |        |
| 16       | Luiz Razia          | FMS International             | 38     | +1 volta     | 21     |        |
| 17       | Davide Rigon        | Trident Racing                | 38     | +1 volta     | 19     |        |
| 18 (Ret) | Lucas di Grassi     | Fat Burner Racing Engineering | 32     | Acidente     | 2      |        |
| 19 (Ret) | Álvaro Parente      | Ocean Racing Technology       | 32     | Acidente     | 15     |        |
| 20 (Ret) | Dani Clos           | Fat Burner Racing Engineering | 31     | DNF          | 17     |        |
| 21 (Ret) | Karun Chandhok      | Ocean Racing Technology       | 27     | DNF          | 14     |        |
| 22 (Ret) | Roldán Rodríguez    | Piquet GP                     | 25     | DNF          | 9      |        |
| 23 (Ret) | Davide Valsecchi    | Durango                       | 16     | DNF          | 20     |        |
| 24 (Ret) | Ricardo Teixeira    | Trident Racing                | 11     | DNF          | 25     |        |
| 25 (Ret) | Andreas Zuber       | FMS International             | 5      | DNF          | 5      |        |
| 26 (Ret) | Giacomo Ricci       | David Price Racing            | 1      | DNF          | 23     |        |

* Foram adicionados três pontos, dois pela volta mais rápida e um pela pole position.

### Corrida 2
Nota: A grelha de partida para a 2ª Corrida é estabelecida de acordo com a classificação da 1ª Corrida, com os 8 primeiros em posições invertidas.
| Pos      | Piloto              | Equipa                        | Volta | Tempo/Aband. | Grelha | Pontos |
| -------- | ------------------- | ----------------------------- | ----- | ------------ | ------ | ------ |
| 1        | Edoardo Mortara     | Telmex Arden International    | 26    | 39:55.235    | 3      | 7      |
| 2        | Romain Grosjean     | Barwa Addax Team              | 26    | +1.251       | 8      | 5      |
| 3        | Jérôme d'Ambrosio   | DAMS                          | 26    | +6.518       | 6      | 4      |
| 4        | Giedo van der Garde | iSport International          | 26    | +14.638      | 2      | 3      |
| 5        | Kamui Kobayashi     | DAMS                          | 26    | +17.170      | 1      | 2      |
| 6        | Pastor Maldonado    | ART Grand Prix                | 26    | +20.099      | 4      | 1      |
| 7        | Luca Filippi        | Super Nova Racing             | 26    | +28.971      | 5      |        |
| 8        | Diego Nunes         | iSport International          | 26    | +29.258      | 11     |        |
| 9        | Vitaly Petrov       | Barwa Addax Team              | 26    | +29.433      | 7      |        |
| 10       | Lucas di Grassi     | Fat Burner Racing Engineering | 26    | +31.038      | 18     |        |
| 11       | Álvaro Parente      | Ocean Racing Technology       | 26    | +32.026      | 19     |        |
| 12       | Luiz Razia          | FMS International             | 26    | +33.177      | 16     |        |
| 13       | Alberto Valerio     | Piquet GP                     | 26    | +33.789      | 15     |        |
| 14       | Nico Hülkenberg     | ART Grand Prix                | 26    | +34.278      | 9      |        |
| 15       | Giacomo Ricci       | David Price Racing            | 26    | +38.913      | 26     |        |
| 16       | Davide Valsecchi    | Durango                       | 26    | +40.811      | 23     |        |
| 17       | Sergio Pérez        | Telmex Arden International    | 26    | +42.258      | 14     |        |
| 18       | Nelson Panciatici   | Durango                       | 26    | +59.664      | 12     |        |
| 19       | Dani Clos           | Fat Burner Racing Engineering | 26    | +59.747      | 20     |        |
| 20       | Ricardo Teixeira    | Trident Racing                | 26    | +1:00.052    | 24     |        |
| 21       | Davide Rigon        | Trident Racing                | 25    | +1 volta     | 17     |        |
| 22 (Ret) | Karun Chandhok      | Ocean Racing Technology       | 21    | DNF          | 21     |        |
| 23 (Ret) | Javier Villa        | Super Nova Racing             | 17    | DNF          | 10     |        |
| 24 (Ret) | Michael Herck       | David Price Racing            | 13    | DNF          | 13     |        |
| 25 (Ret) | Andreas Zuber       | FMS International             | 8     | DNF          | 25     |        |
| 26 (Ret) | Roldán Rodríguez    | Piquet GP                     | 0     | DNF          | 22     |        |

- Nota 1:  Dani Clos fez a volta mais rápida da corrida 2, em 1min30s063. Como ele não chegou entre os dez primeiros, a melhor volta considerada foi de Edoardo Mortara que foi o mais rápido entre os dez primeiros.

## Tabela do campeonato após a ronda
Observe que somente as cinco primeiras posições estão incluídas na tabela.
| Pos | Piloto              | Pontos |
| --- | ------------------- | ------ |
| 1   | Romain Grosjean     | 18     |
| 2   | Edoardo Mortara     | 10     |
| 3   | Jérôme d'Ambrosio   | 10     |
| 4   | Vitaly Petrov       | 8      |
| 5   | Giedo van der Garde | 5      |

| Pos | Construtor                 | Pontos |
| --- | -------------------------- | ------ |
| 1   | Barwa Addax Team           | 26     |
| 2   | DAMS                       | 13     |
| 3   | Telmex Arden International | 10     |
| 4   | iSport International       | 5      |
| 5   | Super Nova Racing          | 5      |

## Ver Também
- Circuit de Catalunya